# Gerhard Naujoks
Gerhard Naujoks (* 27. November 1958 in Grieskirchen) ist ein österreichischer Schauspieler, Theaterregisseur, Hörspielsprecher und -autor.

## Leben
Gerhard Naujoks erhielt seine künstlerische Ausbildung am Bruckner-Konservatorium in Linz. Ab 1980 arbeitete er zunächst an verschiedenen Bühnen in Österreich, ehe er 1987 sein erstes Festengagement am Schauspielhaus Köln antrat. 1990 wechselte Naujoks an das Wiener Burgtheater, wo er bis 1997 verpflichtet war. Er arbeitete mit renommierten Regisseuren wie Claus Peymann, George Tabori, Ruth Berghaus oder Dimiter Gotscheff. Seit 1997 inszeniert Naujoks selber und bearbeitete eine Reihe von Werken für das Theater, u. a. Jugend ohne Gott von Ödön von Horváth für das Burgtheater und Gabriele Kögls Roman Das Mensch für das Wiener Schauspielhaus.
Seit Ende der 1990er-Jahre steht Naujoks auch immer wieder vor der Kamera. Neben Gastauftritten beispielsweise im Polizeiruf 110 und dem Tatort hatte er durchgehende Rollen in den Serien Die Motorrad-Cops – Hart am Limit und Ein Fall für den Fuchs.
Für den Hörfunk schrieb Naujoks Die Fackel-Neurose und das Zwei-Personen-Stück Der gute Trinker, in dem er eine der beiden Rollen übernahm, und war der Sprecher in Peter Handkes Solostück Versuch über die Jukebox.
Gerhard Naujoks lebt in Wien.

## Filmografie (Auswahl)
- 1990: Projekt Aphrodite
- 1999: Untersuchung an Mädeln
- 1999: Tach, Herr Dokter! – Der Heinz-Becker-Film
- 1999: Medicopter 117 – Jedes Leben zählt – Mission ohne Ausweg
- 2000: Julia – Eine ungewöhnliche Frau – Späte Wahrheit
- 2000: Polizeiruf 110 – Die Macht und ihr Preis
- 2000–2001: Die Motorrad-Cops – Hart am Limit (22 Folgen als Wolfgang Abendroth)
- 2001: Küstenwache – Regatta auf Leben und Tod
- 2001: Medicopter 117 – Jedes Leben zählt – Die einzige Zeugin
- 2002: Fickende Fische
- 2002: Wolffs Revier – Tausend kleine Helfer
- 2002: Schneemann sucht Schneefrau
- 2003: Wilde Engel – Die Spezialistin
- 2003: SOKO München – Frühe Sünden
- 2004: Balko – Rosen pflastern seinen Weg
- 2004: Tatort – Der vierte Mann
- 2004–2007: Ein Fall für den Fuchs (6 Folgen als Kriminalkommissar Breuer)
- 2005: SOKO Kitzbühel – Tod des Starkochs
- 2005: Im Namen des Gesetzes – Fluchtversuch
- 2006: 8 × 45 – Das Tor zur Hölle
- 2008: SOKO Donau – Saitenspiel
- 2008: Oben ohne (2 Folgen)
- 2009: Alarm für Cobra 11 – Die Autobahnpolizei – Genies unter sich
- 2009: Tatort – Kinderwunsch
- 2012: Schnell ermittelt – Lucy Haller
- 2015: Centaurus
- 2016: Stille Reserven
- 2017: SOKO Donau – Freunderlwirtschaft

## Hörspiele
- 2008: Peter Handke: Versuch über die Jukebox – Regie: Augustin Jagg – ORF
- 2013: Gerhard Naujoks: Die Fackel-Neurose – Regie: Peter Kaizar – ORF
- 2016: Gerhard Naujoks: Der gute Trinker – Regie: Alexander Schuhmacher – NDR